# Powiat Eichstätt
Powiat Eichstätt (niem. Landkreis Eichstätt) – powiat w Niemczech, w kraju związkowym Bawaria, w rejencji Górna Bawaria, w regionie Ingolstadt, leży w Jurze Frankońskiej.
Siedzibą powiatu Eichstätt jest miasto Eichstätt.

## Podział administracyjny
W skład powiatu Eichstätt wchodzą:
- dwie gminy miejskie (Stadt)
- jedenaście gmin targowych (Markt)
- 17 gmin wiejskich (Gemeinde)
- cztery wspólnoty administracyjne (Verwaltungsgemeinschaft)
- jeden obszar wolny administracyjnie (gemeindefreies Gebiet)

Miasta:
| Lp. | Nazwa miasta | Ludność (31.12.2011) | Powierzchnia km² |
| --- | ------------ | -------------------- | ---------------- |
| 1   | Beilngries   | 8.783                | 100,13           |
| 2   | Eichstätt    | 13.723               | 47,84            |

Gminy targowe:
| Lp. | Nazwa gminy targowej | Ludność (31.12.2011) | Powierzchnia km² |
| --- | -------------------- | -------------------- | ---------------- |
| 1   | Altmannstein         | 6.750                | 114,29           |
| 2   | Dollnstein           | 2.738                | 40,55            |
| 3   | Gaimersheim          | 11.483               | 28,21            |
| 4   | Kinding              | 2.523                | 51,72            |
| 5   | Kipfenberg           | 5.678                | 81,43            |
| 6   | Kösching             | 9.019                | 55,60            |
| 7   | Mörnsheim            | 1.574                | 33,48            |
| 8   | Nassenfels           | 1.928                | 18,46            |
| 9   | Pförring             | 3.502                | 43,54            |
| 10  | Titting              | 2.640                | 71,09            |
| 11  | Wellheim             | 2.652                | 33,81            |

Gminy wiejskie:
| Lp. | Nazwa gminy   | Ludność (31.12.2011) | Powierzchnia km² |
| --- | ------------- | -------------------- | ---------------- |
| 1   | Adelschlag    | 2.775                | 51,98            |
| 2   | Böhmfeld      | 1.619                | 16,28            |
| 3   | Buxheim       | 3.526                | 22,50            |
| 4   | Denkendorf    | 4.490                | 47,88            |
| 5   | Egweil        | 1.118                | 9,39             |
| 6   | Eitensheim    | 2.850                | 15,72            |
| 7   | Großmehring   | 6.421                | 47,38            |
| 8   | Hepberg       | 2.470                | 4,14             |
| 9   | Hitzhofen     | 2.873                | 33,82            |
| 10  | Lenting       | 4.749                | 8,47             |
| 11  | Mindelstetten | 1.659                | 22,72            |
| 12  | Oberdolling   | 1.187                | 19,37            |
| 13  | Pollenfeld    | 2.852                | 45,66            |
| 14  | Schernfeld    | 3.051                | 52,22            |
| 15  | Stammham      | 3.741                | 39,04            |
| 16  | Walting       | 2.357                | 39,77            |
| 17  | Wettstetten   | 4.795                | 12,49            |

Wspólnoty administracyjne:
| Lp. | Nazwa wspólnoty administracyjnej | Ludność (31.12.2011) | Powierzchnia km² | Liczba gmin |
| --- | -------------------------------- | -------------------- | ---------------- | ----------- |
| 1   | Eichstätt                        | 8.260                | 137,57           | 3           |
| 2   | Eitensheim                       | 4.469                | 32,00            | 2           |
| 3   | Nassenfels                       | 5.822                | 79,84            | 3           |
| 4   | Pförring                         | 6.348                | 85,63            | 3           |

Obszary wolne administracyjnie:
| Lp. | Nazwa obszaru     | Ludność (31.12.2011) | Powierzchnia km² |
| --- | ----------------- | -------------------- | ---------------- |
| 1   | Haunstetter Forst | niezamieszkany       | 5,42             |

## Demografia

### Struktura wiekowa
Dane o ludności z 31 grudnia 2008:
| Opis                                | Ogółem  | Ogółem | Kobiety | Kobiety | Mężczyźni | Mężczyźni |
| ----------------------------------- | ------- | ------ | ------- | ------- | --------- | --------- |
| Jednostka                           | osób    | %      | osób    | %       | osób      | %         |
| Populacja                           | 124 811 | 100    | 62 533  | 50,1    | 62 278    | 49,9      |
| Wiek przedprodukcyjny (0–17 lat)    | 25 262  | 20,24  | 12 328  | 9,88    | 12 934    | 10,36     |
| Wiek produkcyjny (18–65 lat)        | 78 502  | 62,9   | 38 542  | 30,88   | 39 960    | 32,02     |
| Wiek poprodukcyjny (powyżej 65 lat) | 21 047  | 16,86  | 11 663  | 9,34    | 9384      | 7,52      |

## Polityka

### Landrat
- 1 czerwca 1948 – 30 kwietnia 1970: Hans Pappenberger
- 1 maja 1970 – 30 kwietnia 1996: Konrad Regler (CSU)
- 1 maja 1996 − 30 kwietnia  2008: Xaver Bittl (CSU)
- od 1 maja 2008: Anton Knapp (CSU)

### Kreistag
|                          |                          | 2002   | 2002    | 2002   | 2008   | 2008   | 2008   |
| miejsca                  | %                        | głosy  | miejsca | %      | głosy  |        |        |
| ------------------------ | ------------------------ | ------ | ------- | ------ | ------ | ------ | ------ |
|                          | CSU                      | 34     | 55,5%   | 35 157 | 31     | 50,1%  | 31 830 |
|                          | SPD                      | 13     | 22,0%   | 13 929 | 11     | 19%    | 12 077 |
|                          | Zieloni                  | 2      | 3,5%    | 2190   | 3      | 4,7%   | 2969   |
|                          | FW                       | –      | –       | –      | 12     | 20,1%  | 12 775 |
|                          | ödp                      | 2      | 4,0%    | 2514   | 2      | 3,6%   | 2286   |
|                          | FDP                      | –      | –       | –      | 1      | 2,6%   | 1632   |
|                          | FWG                      | 9      | 15,1%   | 9597   | –      | –      | –      |
|                          |                          | 60     | 100%    | 63 387 | 60     | 100%   | 63 569 |
| uprawnieni do głosowania | uprawnieni do głosowania | 88 857 | 88 857  | 88 857 | 94 935 | 94 935 | 94 935 |
| głosy ważne              | głosy ważne              | 63 387 | 63 387  | 63 387 | 63 569 | 63 569 | 63 569 |
| głosy nieważne           | głosy nieważne           | 1 698  | 1 698   | 1 698  | 1 800  | 1 800  | 1 800  |
| frekwencja               | frekwencja               | 73,2%  | 73,2%   | 73,2%  | 68,9%  | 68,9%  | 68,9%  |